# MusiquePlus
MusiquePlus était une chaîne de télévision québécoise spécialisée de catégorie A appartenant à Groupe V Média. Initialement à vocation musicale, la chaîne a été fondée le 2 septembre 1986 par Moses Znaimer et Pierre Marchand qui y étaient respectivement producteur exécutif et directeur de la programmation musicale. Elle devient ainsi la première chaîne spécialisée francophone.
La chaîne change de nom le 26 août 2019 pour Elle Fictions, à la suite d'une entente commerciale avec le groupe français Lagardère Active, alors propriétaire de la chaîne Elle Girl en France.
Les archives des émissions depuis 1986 et de plus de 3000 vidéoclips québécois sont conservées par Remstar, mais ne dispose pas des moyens pour numériser le contenu.

## La chaîne et les VJ
En plus de diffuser des vidéoclips, la chaîne produisait et diffusait aussi des émissions reliées à la mode (Perfecto), au cinéma (Box-office), des jeux télévisés (Rockambolesque), aux voyages (YUL, Nabi), aux aventures (Les Aventures du Grand Talbot), aux parodies (Cinéma-Twit, Parodies sur Terre), jeux vidéos et nouvelle technologie (M. Net), aux sports (SPAM), à l'humour (Dollaraclip, Groulx Luxe), etc.
Plusieurs VJs étaient commandités pour leurs vêtements, bijoux ou coiffure, et étaient parfois demandés par les maisons de disque afin de réaliser des reportages ou entrevues avec des artistes de l'heure, que ce soit lors de leur passage à Montréal, ou encore dans d'autres pays. Les besoins ont diminué avec l'avènement de l'internet, et n'étaient plus nécessaires depuis la popularité des réseaux sociaux.

## Histoire

### Origines
Le vidéoclip était un phénomène des années 1980. Peu après le lancement de la chaîne spécialisée MTV en août 1981, des émissions de vidéoclips sont apparus sur les réseaux de télévision et sur le câble, dont Good Rockin' Tonite (en) sur le réseau CBC, et le plus connu Friday Night Videos (en) diffusé sur le réseau NBC en fin de soirée après The Tonight Show, dès l'été 1983. Le réseau CBC programme aussi l'émission Video Hits animée par Samantha Taylor en semaine à 17 h à partir de l'automne 1984, alors que CFCF-TV programme l'émission Music Vision en semaine à 16 h entre l'hiver 1985 et l'été 1987.
Les émissions québécoises de vidéoclips remontent à janvier 1982, lors de la mise en ondes de l'émission Radio-Vidéo sur la chaîne câblée TVJQ de Vidéotron, produite par Pierre Marchand et animée par Normand Sauvé puis par Claude Rajotte à partir de l'automne 1983. Sur le réseau TVA, les vidéoclips étaient désormais utilisés lors de l'émission Jeunesse du samedi soir, devenu Pop Express. TVA a aussi organisé la Grande Nuit Vidéo le 26 mai 1984 de 23 h à 6 h, animée par Marc Denis. Entretemps, la chaîne torontoise MuchMusic a été lancée à l'automne 1984. Peu après, des blocs de 30 minutes « MuchMusic » animés par Daniel Déry sont ajoutés à la programmation de TVJQ. Radio-Vidéo est retiré de l'horaire en septembre 1985.

### Préparation
En juin 1985, Vidéotron refuse la proposition de MuchMusic de fournir un canal francophone dédié aux vidéoclips, par manque d'espace. En septembre, le groupe Musique télévisée du Québec Inc. (MTVQ), un consortium contrôlé par Novacap, dépose sa demande concurrente de licence pour une chaîne similaire, enclenchant une audience du CRTC afin de choisir entre les deux propositions.
En mars 1986, le CRTC approuve la demande de modification de licence de MuchMusic « autorisant la distribution par satellite d'un service de musique vidéo présenté en langue française pouvant être substitué par toute entreprise de télédistribution affiliée située dans la région qui est desservie par le faisceau du satellite couvrant l'est du Canada (…) dans le cadre d'un programme expérimental de Télésat Canada ». La programmation francophone est diffusée quotidiennement de 20 h à minuit, et rediffusée de minuit à 4 h, occupant l'espace satellite de TVJQ. Chez Vidéotron, qui programme des émissions en soirée sur TVJQ, MusiquePlus prendra la position de MuchMusic, chaîne qui se trouve parmi les bouquets de chaînes payantes. Dans l'ouest de Montréal, CF Câble lui a dédié une position.
En avril, le consortium MTVQ conteste la décision du CRTC, forçant Pierre Marchand à repousser la date de lancement prévue de MusiquePlus du 20 juin à août. Le mois suivant, le Ministre fédéral des Communications Marcel Masse n'a pas renversé la décision du CRTC, mais accorde une audience afin d'étudier les demandes pour une chaîne francophone de vidéoclips 24 heures sur 24.

### Années 1980
Le gala de lancement officiel a eu lieu au Spectrum de Montréal le 2 septembre 1986 avec les VJs Marc Carpentier, Sonia Benezra et Catherine Vachon,. MusiquePlus s'installe dans un local au 3518 boulevard Saint-Laurent à Montréal avec un effectif d'une quinzaine d'employés, où des blocs de programmation, entrevues et reportages étaient réalisés, mais la mise en ondes est d'abord effectuée à Toronto. En fait, les VJs devait à tour de rôle passer de quelques jours à une semaine à Toronto. Tous les soirs à 20 h à la fin de la journée de MuchMusic, l'équipe de production francophone, dont plusieurs techniciens de Radio-Canada à Toronto, occupaient les studios jusqu'à minuit.
À l'origine, la programmation consistait principalement à diffuser des vidéo-clips, mais celle-ci évolua au cours des années. Avant-gardiste, la chaîne adopta le style non conventionnel de MuchMusic et Citytv à l'époque. L'étroit local ouvert et vivant servait de bureau, de banque de données, et de plateau de tournage où l'animation pouvait se faire n'importe où, à la régie comme dans la rue. La caméra était constamment en mouvement et montrait les VJ (vidéo jockeys) sous plusieurs angles. Au lancement, les émissions suivantes étaient proposées :
- VidéoPlus - l'heure des nouveautés.
- Rock en bulle - trois vidéoclips d'un artiste entrecoupé d'extraits d'entrevues en 15 minutes.
- Solidrock - musique hard rock et heavy metal.
- Le Décompte Coca-Cola, devenu Le Décompte MusiquePlus en mars 1994. Le top 20 de la semaine. Voix off.
- Voxpop - les demandes spéciales reçues par courrier, ou lors de visites des animateurs à des événements, plus tard par télécopieur et au guichet Voxpop.
- Concert Plus - prestation du concert d'un artiste enregistré dans le monde.
- Transit - culture musicale.
- Rock Velours - de la musique romantique et des chroniques.
- Flashback - vidéoclips du passé.

En 1987, la chaîne ajoute deux nouvelles émissions. Nu Muzik débute en février, d'abord animée par Benoit Dufresne, puis par Claude Rajotte. Le premier Combat des clips le 21 août 1987, Meet El Presidente de Duran Duran affronte Never Let Me Down de David Bowie. La chanson Pour Some Sugar on Me de Def Leppard a la distinction d'être la championne pour environ 48 semaines[réf. souhaitée], suivie en 1988 par Hangin' Tough et en 1990 par Step by Step des New Kids on the Block, ainsi que Bed of Roses de Bon Jovi en 1993. L'émission a inspiré MuchMusic à lancer Combat Zone (en) en 1991, mais un maximum de cinq semaines était imposé. Dès l'hiver 1988, Claude Rajotte anime l'émission de critique de disque À la plage.
Au lancement en 1986, seulement 24 vidéoclips francophones québécois étaient prêts à être diffusés en ondes, et le CRTC n'exigeait la diffusion que de 3 % de contenu francophone. L'influence de la chaîne a encouragé les artistes québécois à produire un vidéoclip de leurs nouvelles chansons, et pouvaient profiter du programme d'aide financière Démoclip. Dès 1988, MusiquePlus dédiait 25 % de sa programmation aux clips d'expression française. Chaque semaine, un comité présidé par Pierre Marchand visionnait les nouveaux vidéoclips reçus, mettait de côté les clips de mauvaise musique, piètre concept visuel, violence et sexisme. Les autres disposaient d'une rotation selon cinq niveaux (tous les jours, aux deux jours, aux trois jours, une fois par semaine, ou catalogue).
Dès octobre 1986, RadioMutuel, propriétaire de CJMS et CKMF-FM, a conclu une entente avec CHUM Limited, propriétaire de MuchMusic et CHOM-FM à l'époque, visant une coparticipation dans MusiquePlus. L'audience du CRTC initialement prévue en octobre a été remise à avril 1987, puis en juillet, étudiant du même coup des demandes pour d'autres chaînes spécialisées. En décembre 1987, le CRTC approuve la demande de CHUM-RadioMutuel et refuse celle de MTVQ. À la suite de cette même audience publique du CRTC, trois autres chaînes spécialisées francophones sont approuvées, TV5, le Réseau des sports et le Canal Famille. MusiquePlus déménage en août 1988 au 209, rue Sainte-Catherine Est, un grand local de 13 000 pi2 avec de grandes vitrines où les passants pouvaient voir l'intérieur du studio.
La chaîne est lancée le 1er septembre 1988, et pouvait compter sur son équipe de VJs Sonia Benezra, Claude Rajotte, Paul Sarrazin, Natalie Richard et Benoit Dufresne, et employait une centaine de personnes. Son slogan devient alors « La télévidéo en stéréo, câble 20, partout au Québec ». La diffusion commence à 14 h et se termine à 22 h, et le bloc de huit heures est répété durant la nuit et la matinée. Du lundi au vendredi à 18 h 30, l'émission Fax : L'InfoPlus est le rendez-vous de l'actualité musicale, du cinéma, du théâtre, de la danse, la littérature, l'opéra avec aussi des grandes entrevues en direct. Parmi ceux qui étaient à l'émission Fax citons : Stéphane Leduc, Marie Ange Barbancourt, Marc Coiteux, Geneviève Borne et Marie Plourde. La plupart des émissions lancées en 1986 diffusées à 21 h sont déplacées à 19 h. Rock en bulle est déplacé à 21 h. Le vendredi soir à 22 h, l'émission VidéoDanse présente deux heures sans publicités de vidéoclips conçues pour la danse. L'émission En ligne est proposée une fois par mois, où un artiste invité reçoit des appels en ondes.
Le guichet VoxPop a été installé à l'automne 1989 au coin de Sainte-Catherine et Hôtel de ville (l'actuelle entrée du 201), où les passants déposaient 1 $ pour se faire filmer et faire leur demande spéciale qui sera diffusée dans l'émission du même nom, dont les profits sont versés à une œuvre de charité. Un guichet similaire, Speakers Corner (en), a été installé à Toronto à l'extérieur des studios de MuchMusic et Citytv.
De nombreux artistes internationaux en tournée de promotion faisaient un arrêt obligatoire dans les studios de MusiquePlus, rassemblant foule devant les fenêtres, bloquant parfois le trafic de la rue Sainte-Catherine. Au cours des entrevues en direct, les VJs bilingues posaient leurs questions et traduisaient par la suite. Lorsque ces entrevues étaient réutilisées plus tard, les traductions étaient sous-titrées. Les artistes francophones étaient aussi invités dans les studios pour présenter leur nouveau vidéoclip. Les VJs étaient aussi invités à prendre l'avion à plusieurs destinations (Los Angeles, Londres, New York, Paris, etc.) afin de réaliser une entrevue ou un reportage.
Avant-gardiste, Roch Voisine, au sommet de sa popularité, passe 24 heures en direct dans les studios de MusiquePlus les 12 et 13 septembre 1989. Pour terminer la décennie, MusiquePlus diffuse en continu durant 46 heures, du 30 décembre 1989 à 20 h au 1er janvier 1990 à 18 h, un top 500 des vidéoclips de la décennie basés sur « la créativité, l'esthétisme, le synopsis et finalement l'impact que le vidéoclip a pu avoir sur la vente de microsillon ». Le clip Sledgehammer de Peter Gabriel était no 1.

### Années 1990
De nouvelles émissions se sont ajoutées au cours des années, dont Dadabiz de 1990 à 1992, un montage des bloopers de la semaine ; Rockambolesque : Le Quiz à l'automne 1991 animé par Denis Talbot ; Perfecto dès mars 1992 avec Stéphane Le Duc, puis Ariane Cordeau dès 1995, dans le monde de la mode, rediffusée par Radio-Canada, TFO et TV5 Monde ; RapCité animé par KC LMNOP dès l'automne 1992 pour une seule année ; ainsi que Québec Plus, tourné dans la ville de Québec, animé successivement par Dany Martel (1992-93), Caroline de la Ronde (1993-94), Philippe Fehmiu (1994-1997).
MusiquePlus a produit deux émissions de récompenses, le VidéoGala, le premier célébré dans la rue et diffusé en direct le 1er septembre 1991, le deuxième, enregistré d'avance en studio, diffusé le 19 décembre 1992.
De 1990 à 2019, une série de compilations annuelle Danse Mix/Danse Plus apparaît chez les disquaires, il s'agit de la même série de compilations MuchDance (en) de MuchMusic dont la pochette a été adaptée pour le marché québécois. Pour la musique rock, une série de compilations Big Shiny Tunes (en) a été mise sur le marché de 1996 à 2009.
Sonia Benezra quitte MusiquePlus en juin 1992 afin d'animer une émission quotidienne à TQS, mais reviendra à l'automne 1997 à l'ouverture de MusiMax. Juliette Powell joindra l'équipe fin juillet 1992.
La première émission touchant à la politique a été le 11 mai 1993 avec Jean Charest (à laquelle était invitée son épouse) alors qu'il menait sa campagne pour devenir chef du Parti conservateur du Canada. Une émission en direct animée par Marie Ange Barbancourt et Francis Bay devant un parterre de journalistes des grandes chaînes de télévision et de la presse écrite,. Par la suite, MusiquePlus reçoit en studio les trois chefs de parti avant les élections générales québécoises de 1994 du 12 septembre dans trois émissions spéciales Politiquement Direct animées par Geneviève Borne. L'expérience politique est notamment répétée pour le Référendum québécois de 1995.
L'automne 1993 marque plusieurs nouveautés, dont Le Cimetière des CD, critique de disques par Claude Rajotte ; Cinémaclip, des bandes-annonces de films ; Rage, de la musique alternative ; Les Aventures du Grand Talbot, par Denis Talbot, série de reportages au Québec ou ailleurs, démystifie des métiers et nous montre l'arrière-scène de certains endroits, entrecoupés de parodies montées par Alain Simard ; Bouge de là, animé par Juliette Powell jusqu'en 1996 (puis par Abeille, Zen, Philippe Fehmiu et Varda), le studio de MusiquePlus se transforme en piste de danse, DJ invités, prestations en direct, smart drink… Dès 1995, émission bilingue annuelle du Bal de neige à Ottawa en simultané avec Electric Circus (en) à MuchMusic,. L'émission devient Bouge au printemps 1998 ; et Clip postal, des vidéoclips de la francophonie. Quelques dimanches soir, Denis Talbot lança la Loto-Talbot et recevait des appels en ondes où chaque personne donnait un numéro qui, constitué, identifie le numéro d'une cassette contenant un vidéoclip qui allait être ensuite joué en ondes.
À l'automne 1994, le bloc de huit heures produit en direct fut déplacé de midi à 20 h.
Fin 1994, Rogers Cable décide de rayer MusiquePlus de sa grille analogique en Ontario le 15 décembre afin de faire place au lancement en janvier de six nouvelles chaînes anglophones ainsi que RDI, jugeant « qu'il y avait doublage entre MusiquePlus et la chaîne anglophone MuchMusic. Ces deux chaînes représentent souvent les mêmes vidéoclips. ». Cette décision, ainsi que le déplacement de MétéoMédia et TV5 dans un forfait payant, a été contestée à la Chambre des communes durant plusieurs jours, mais le Ministre des Communications Michel Dupuy n'est pas intervenu. En parallèle, trois étudiants de l'école secondaire Garneau à Orléans (Ontario) ont déposé au CRTC une pétition de 3000 signatures et 1200 lettres de protestation. Rogers reconnaît son erreur le 21 décembre et rétabli MusiquePlus au canal 44.
Le 4 septembre 1996, le CRTC a approuvé la demande de MusiquePlus pour le service MusiMax, visant un public adulte. Besoin de studios plus grands, MusiquePlus emménage à l'automne 1997 au 355 rue Sainte-Catherine Ouest, au rez-de-chaussée. MusiMax est lancé le 8 septembre 1997, installé au deuxième étage. Le guichet VoxPop est aussi déménagé, mais démantelé au cours des années 2000. Sur le câble Vidéotron, MusiquePlus est déplacé du canal 20 au 30, devenant accessible qu'aux abonnés à Télémax.
À l'été 1999, MusiquePlus lance le premier concours VJ recherché, qui sera repris plusieurs fois durant les années 2000. Les cinq finalistes étaient Rebecca Makonnen, Virginie Coossa, Dominic Lavigne, Nabi-Alexandre Chartier et Pascal Nguyen. Nabi a remporté la finale, alors que Rebecca Makonnen est devenue journaliste culturelle à MusiquePlus, et Virginie Coossa a été embauchée un an plus tard afin de prendre le relais à l'animation une émission sur la mode, D.,, aussi diffusée à Télé-Québec.
À la fin 1999, Astral Media a fait l'acquisition de Radiomutuel, transférant ses parts dans MusiquePlus Inc.
Inspiré du Top 500 diffusé à la fin 1989, MusiquePlus diffusée le Top 90 des meilleurs vidéoclips de la décennie le 31 décembre 1999.

### Années 2000
Dans les années 2000, la programmation demeure majoritairement musicale. Des émissions de sport extrême sont produites, ainsi que des émissions animées par des humoristes. Le passage de Louis-José Houde a donné naissance à Dollaraclip, et le passage de Patrick Groulx entraîne le lancement de Le Groulx Luxe : C'est n'importe quoi!.
En 2000, MusiquePlus dépose une demande de licence auprès du CRTC pour Perfecto, La Chaîne. Elle ne sera jamais lancée en raison de la faible adoption de la télévision numérique au Québec.
La licence de MusiquePlus est renouvelée à l'automne 2001 pour sept ans, exigeant un minimum de 50 % en vidéoclips.
À l'automne 2001, MusiquePlus donne la chance à des aspirants VJ à l'émission VJ d'un jour. Parmi la vingtaine de participants désormais célèbres : Izabelle Desjardins, Anouk Meunier et Annie-Soleil Proteau.
À l'automne 2005, un deuxième concours VJ recherché est lancé lorsque Nabi-Alexandre Chartier est affecté à Paris, France. Le concours est intégré à l'émission Plus sur commande. Mathieu Marcotte a remporté le concours parmi 24 finalistes.
En juillet 2006, CTVglobemedia a annoncé son intention de faire l'acquisition de CHUM Limited, et de se départir de leurs parts dans MusiquePlus Inc. Le 11 avril 2007, Astral Media achète les parts restantes et devient unique propriétaire de MusiquePlus dès septembre. Entretemps, Pierre Marchand annonce son départ de la station le 22 mars 2007.
Désormais devenu propriétaire à part entière, Astral Media a effectué une restructuration majeure de MusiquePlus. La haute direction voulait en effet faire de MusiquePlus une référence pour les jeunes adultes, jusqu'ici négligés au profit des adolescents. La programmation précédente étant principalement axée sur les télé-réalités, on souhaite redonner à la musique sa place au cœur de la grille horaire. Certaines émissions, dont Coup de foudre et BO2, ont donc été retranchées de l'antenne. De plus, le rôle des VJ sera reconsidéré. Le logo a été changé pour le lancement de la programmation d'automne 2008. C'est le 2 octobre 2008 que le changement s'est produit. L'émission qui a remplacé Plus sur commande, MP6, fut retirée des ondes au retour du congé des fêtes 2008, le 12 janvier 2009 à cause d'un manque d'audience (les cotes d'écoutes étaient peu élevées). Elle fut remplacée par RAM, un jeu-questionnaire.
Au printemps 2007, MusiquePlus lance un troisième concours VJ recherchée, ouvert qu'aux femmes afin de remplacer Izabelle. Seulement dix finalistes ont été retenues parmi plus de 600 candidates inscrites. Organisée les fins de semaine sous forme de téléréalité dans un loft bâti dans les studios de MusiquePlus, sous l'œil de caméras web (via Vidéotron), l'émission animée par Chéli Sauvé-Castonguay et Mathieu Marcotte débute le 4 mai 2007, dont une candidate est éliminée par semaine. Les candidates : Éloïse Boies, (10), Navin Habibi (9), Yohana (8), Anne-Laurence (7), Michelle (6), Annie-Soleil Proteau (5), Tamy Emma Pépin (4), Caroline Brouillet (3), Myriam Villeneuve, (2) et Valérie Roberts (1).
Un quatrième concours VJ recherché est lancé à l'automne 2009. Parmi 400 candidatures reçues, douze participants se sont retrouvés à la finale : Fannie Poupart, Gabriel Roy, Geneviève Lefebvre Tardif, Laïla Tremblay, Nicolas Ouellet, Olivier Duclos, Stéphanie Gagnon, Thara Tremblay-Nantel, Yanic Parent, Karl Hardy (3), Frédéric Bastien Forrest (2) et Tatiana Polevoy (1).

### Années 2010
Le 21 avril 2010, le CRTC refuse la demande de licence de Glassbox Television (en) pour Aux TV, une chaîne de télévision « de langue française devant offrir une programmation consacrée à la musique émergente et à sa création, y compris une programmation destinée à aider les musiciens émergents », puisqu'elle ferait concurrence à MusiquePlus. Dans son opinion minoritaire, le conseiller Michel Morin fait remarquer que « Les vitrines de MusiquePlus sont masquées par des rideaux opaques. Cela en dit long. Au lieu de s’ouvrir au public, MusiquePlus ne veut plus être l’objet des regards de l’homme de la rue. ».
En août 2011, Catherine Pogonat lance son nouveau talk-show quotidien Ste-Catherine à Musique Plus. 
Le 4 mars 2013, Bell Canada annonce en prévision de son achat des actifs d'Astral, qu'elle se départirait de MusiquePlus et MusiMax, qui seront mises aux enchères. Le 3 décembre 2013, V Media (Remstar) conclut une entente avec Bell Media afin d'acquérir MusiquePlus et Musimax, sous approbation du CRTC. La transaction a été approuvée le 11 septembre 2014.
Le cinquième et dernier concours VJ recherché a eu lieu à l'automne 2013, intégré à l'émission Top Musique. Parmi les finalistes : Sandra Sirois, Pamela Bou Merhi, Kelly Léonardo, Simon Leclerc, Jean-Philippe Dupuis, Marie-Ève Duguay, Karolane Ducharme, Léa St-Jacques et Stéfanie Côté (1).
En décembre 2014, les nouveaux propriétaires mettent fin à l'émission M.Net, et à l'émission Buzz au printemps 2015.
Le 1er septembre 2015, Groupe V Média lance la programmation du nouveau MusiquePlus qui tourne désormais autour de quatre piliers : la musique, la fiction, l'humour et la téléréalité. Des blocs de vidéoclips sont ajoutés : MP Pop, MP Hip Hop, MP Franco, MP Alternatif, MP Rock, MP Club, etc. et programmés durant la nuit et en matinée, de 1 h à 10 h. Les vidéoclips sont abandonnés un an plus tard. La production interne est ensuite éliminée, privilégiant les acquisitions, MusiMax devient Max, une chaîne de séries et de films, alors que le studio sur la rue Sainte-Catherine est offert en location pour plateau de tournage.
Le 14 février 2019, Groupe V Média annonce via un article du chroniqueur Richard Therrien la fin de MusiquePlus à la fin du mois d'août de la même année. La chaîne sera remplacée par une chaîne à destination du public féminin.

### Identité visuelle (logotype)

Logo précédent de MusiquePlus de septembre 1997 à 2009, lorsqu'elle était la station sœur de MuchMusic.
Logo de MusiquePlus de 2009 à 2015.
Logo de MusiquePlus du 1er septembre 2015 à 2019.

## Programmation

### Émissions originales
- Vidéoplus, dès le 3 septembre 1986 - VJ: Catherine Vachon, Claude Rajotte, Marie Plourde…
- Rock en bulle, du 3 septembre 1986 au 17 septembre 1993 - remplacé par 1x5.
- Solidrock, du 4 septembre 1986 au 5 septembre 1996 - VJ: Catherine Vachon, Paul Sarrazin, Geneviève Borne
- Le Décompte Coca-Cola, dès le 5 septembre 1986 - devenu Le Décompte MusiquePlus en mars 1994
- Voxpop, dès le 6 septembre 1986
- Concert Plus, dès le 6 septembre 1986
- Transit, dès le 7 septembre 1986
- Rock Velours, du 8 septembre 1986 au 29 juillet 1996 - VJ: Sonia Benezra, puis Juliette Powell
- Flashback, du 9 septembre 1986 au 7 septembre 1997 - VJ: Marc Carpentier, Francis Bay, Mike Gauthier
- Nu Musik, du 1er février 1987 au 17 septembre 1993 - VJ: Claude Rajotte - remplacé par Rage.
- Combat des clips, du 18 septembre 1987 au 27 août 1999 - VJ: Paul Sarrasin, Véronique Cloutier, Abeille…
- À la plage (critiques) dès le 5 janvier 1988 - anim: Claude Rajotte
- VidéoDanse, du 2 septembre 1988 au 17 septembre 1993 - remplacé par Bouge de là
- Dadabiz, du 28 janvier 1990 au 11 octobre 1992 - VJ: Francis Bay
- Québecplus, du 2 septembre 1990 au 24 août 1997 - anim: Alex d'Aragon (1990), Dany Martel (1992-93), Caroline de la Ronde (1993-94), Philippe Fehmiu (1994-?)
- Concert Intime (adaptation de MTV Unplugged) dès le 23 juin 1991
- Rockambolesque le Quiz, du 14 septembre 1991 au 30 janvier 1993 - anim: Denis Talbot, collab: François Pérusse
- Perfecto, du 7 mars 1992 au 11 juillet 1998 - anim : Stéphane Le Duc (92-95), Ariane Cordeau (95-?), chroniqueur Angelo Cadet - Rediffusé sur SRC, TVO, TV5. - Remplacé par D.
- Projection, dès le 2 septembre 1992 - VJ: Denis Talbot
- Rapcité, du 4 septembre 1992 au 6 août 1993 - VJ: KC LMNOP
- Zone X (jeunes) dès le 4 juin 1993 - anim: Denis Talbot[67]
- Le Cimetière des CD, du 20 septembre 1993 au 20 juin 2003 - anim: Claude Rajotte
- Cinémaclip, du 20 septembre 1993 au 9 juin 1995
- Rage, du 24 septembre 1993 au 16 septembre 1994 - VJ: Claude Rajotte
- Les Aventures du Grand Talbot, du 24 septembre 1993 au 31 juillet 1998
- Bouge de là, du 24 septembre 1993 au 13 mars 1998 - VJ: Juliette Powell, puis Zen, Abeille Gélinas et Varda - remplacé par Bouge.
- Clip postal, dès le 26 septembre 1993 - aussi sur TV5 Monde[68]
- Planète Rock, du 19 septembre 1994 au 5 septembre 1997
- Les Bombes, dès le 19 septembre 1994
- 1 x 5, dès le 19 septembre 1994
- Box-Office, dès le 11 juin 1995 - anim: Anne-Marie Losique
- Blackout, dès le 23 juin 1995
- VJ Invité, dès le 19 septembre 1995
- Parodies sur terre, dès le 19 novembre 1995 - sporadiquement
- La Courbe, dès le 5 octobre 1995 - VJ: Claude Rajotte
- Le Mix, dès le 9 septembre 1996
- Véro Show, du 11 septembre 1996 au 25 juin 1997 - anim: Véronique Cloutier
- Groove, dès le 1er novembre 1996 - VJ: Marlyne Afflack puis Varda
- Hip Hop, dès le 18 novembre 1996 - VJ: Marlyne puis Abeille puis Malik Shaheed
- Electronica, dès le 12 septembre 1997 - VJ: Elsie Martins
- La Ruche, samedi 10 h du 13 septembre 1997 au 29 août 1998 - anim: Abeille
- SPAM (Sport Performance Attitude Musique) dès le 13 septembre 1997 - anim: Marlyne, Karina, Patrick Marsolais (2000), Marisol Aubé (2000-2003)
- YUL (Yanie Ultra Légère) dès le 15 février 1998 - anim: Yanie Dupont-Hébert
- Bouge, du 20 mars 1998 au 17 mai 2002 - VJ: Varda
- M.Net, du 19 septembre 1998 au 16 décembre 2014 - anim: Denis Talbot
- D. (mode) dès le 20 septembre 1998 - anim: Pascale Doré - remplace Perfecto.
- Watt., dès le 21 septembre 1998 - VJ: Anne-Marie Withenshaw
- Interfax, dès le 21 septembre 1998 - anim: Mike Gauthier
- Platine, dès le 21 septembre 1998
- Novo, dès le 22 septembre 1998 - VJ: Mike Gauthier
- Cool 80, dès le 23 septembre 1998
- Trouvez le rapport (jeu) dès le 24 septembre 1998
- Vitamine Pop, samedi 10 h du 3 avril 1999 au 28 septembre 2002 - anim: Catherine Nguyen (2000), Nabi & Marisol (à l'automne 2000)
- MusiquePlus prend l'air, dès le 4 juin 1999 + étés 2000 et 2001
- VJ recherché (1re édition) du 9 juin au 28 août 1999[39]
- Musiquepluche, dès le 1er septembre 1999
- Ça passe ou ça casse, dès le 3 septembre 1999 - VJ: Pierre Landry
- Génétique, dès le 14 septembre 1999 - VJ: Elsie Martins
- Hollywood PQ, dès le 30 septembre 1999
- 1-2-3 Punk, dès le 3 mars 2000 - VJ : Réjean Laplanche
- Top5.com/Top5M+.com, dès le 1er juin 2000
- Buzzé : Le Quizz R.O.C.K., dès le 2 septembre 2000 - anim : Anne-Marie Withenshaw[69]
- Nabi show, dès le 5 septembre 2000
- VJ.Musiqueplus.com, dès le 5 septembre 2000
- Électrochoc, dès le 9 février 2001
- Mon premier clip, dès le 3 mars 2001
- Specimen, dès le 8 mai 2001
- Top Sexy, dès le 15 juin 2001
- Megahitplus, dès le 4 septembre 2001
- VJ d'un jour, dès le 4 septembre 2001
- InfoPlus, dès le 4 septembre 2001 - anim: Mike Gauthier, Anne-Marie Withenshaw, Pierre Landry, Camélia Desrosiers, Virginie Coossa, Malik Shaheed, Réjean Laplanche, Rebecca Makonnen et Jean-Pierre Lalonde
- Mode de rue, dès le 4 septembre 2001 - anim : Virginie Coossa
- Rock Show, dès le 7 septembre 2001 - VJ : Anne-Marie Withenshaw, puis Stéphane Gonzalez (automne 2002)
- Dans la peau de…, dès le 17 janvier 2002
- Perfecto Mode, dès le 14 avril 2002 - anim : Virginie Coossa
- Virginie Danse, dès le 24 mai 2002 - VJ : Virginie Coossa
- Drôle de VJ, dès le 1er juin 2002 - anim : Louis-José Houde
- Ma muz à minuit, été 2002
- Plus sur commande, dès le 5 octobre 2002 - VJ : Nabi-Alexandre Chartier et Izabelle Desjardins
- Dollaraclip, dès le 5 octobre 2002 - anim : Louis-José Houde
- I.D. Mode, dès le 6 octobre 2002 - anim : Virginie Coossa puis Izabelle Desjardins
- Made in France, dès le 8 octobre 2002
- Exposé, dès le 9 octobre 2002 - remplace Spécimen
- Les Insomniaques attaquent, dès le 11 octobre 2002
- Karaoclip, dès le 2 novembre 2002 - anim : Valérie Simard
- Le Groulx Luxe, c'est n'importe quoi, dès le 7 juin 2003 - anim : Patrick Groulx
- Babu à bord, dès le 28 juin 2003
- Crampe en Masse, dès le 5 janvier 2004
- Nu Musik 2.0, trace 30 avril 2004 - VJ: Claude Rajotte et Gonzo
- Qu'est-ce qui fait courir le monde ?, dès le 8 septembre 2004 - après MusiMax. anim: Mike Gauthier
- Les Pourris... de talent, dès le 17 septembre 2004 - anim: Izabelle Desjardins et Les Denis Drolet
- Le Mike Ward Show, dès le 18 septembre 2004
- TopRockdeBabu, dès le 20 septembre 2004
- Babu à planche, dès le 8 janvier 2005
- La Voûte, dès le 1er mai 2005
- Presque Top 5, dès le 2 mai 2005
- Cool, la soif !, dès le 4 mai 2005
- L'Gros Show, dès le 4 mai 2005
- Flambant n'œuf, dès le 5 mai 2005
- Mes vieux tout neufs, dès le 29 août 2005 - anim: Izabelle Desjardins, puis Chéli Sauvé-Castonguay
- L'Ultime Combat des clips, dès le 29 août 2005 - anim: Réjean Laplanche
- La Clinique de Marc Boilard, dès le 31 août 2005
- BO2, dès le 1er septembre 2005 - anim: Fay et Audrey Sckoropad
- Le Flow ! (hip-hop) dès le 10 septembre 2005
- D-Stroy (heavy metal) dès le 5 janvier 2006
- Nés sous une bonne étoile, dès le 3 mai 2006
- Embraye avec Babu, dès le 4 mai 2006
- Pop !, dès le 5 mai 2006
- Tévé Tourista, dès le 29 août 2006
- VJ recherchée (3e édition, femmes seulement) du 4 mai au 20 juillet 2007
- Danse Plus, dès le 4 mai 2007
- Lutte et musique extrême, dès le 27 août 2007 - anim: Rej et Babu
- L'Heure 1-2-3 punk, dès le 30 août 2007 - anim: Réjean Laplanche
- L'Heure rencontre, dès le 1er septembre 2007 - anim: Valérie Simard
- Mes 15 minutes, dès le 1er septembre 2007
- Nuit urbaine (musique), dès le 2 septembre 2007 à 1 h
- L'Heure Hiphop, dès le 9 septembre 2007 - anim: Marième Ndiaye
- Coup de foudre, dès le 6 octobre 2007 - anim: Valérie Simard et Babu
- Zone 100 % musique, dès le 5 mai 2008 - devenu Vidéodose dès le 2 septembre 2008
- Colocs.tv, dès le 8 mai 2008
- La Playlist de…, dès le 2 septembre 2008
- Exclusif à MusiquePlus, dès le 5 octobre 2008
- MP6, dès le 6 octobre 2008 - anim: Chéli Sauvé-Castonguay et Benoit Lefebvre, collab: Tobie Bureau-Huot, Baz, Mathilde Laurier
- Bum à tout faire, dès le 6 octobre 2008 - anim: Babu
- Radar, dès le 6 octobre 2008 - anim: Mathieu Marcotte
- Accorde ton look, dès le 7 octobre 2008 - anim: Chéli Sauvé-Castonguay
- Casse-gueule (sport) dès le 7 octobre 2008 - anim: Izabelle Desjardins
- État critique, dès le 8 octobre 2008 - anim: Anne-Marie Withenshaw, collab: Nicolas Tittley et Sébastien Diaz
- RAM (Regard Attention Musique) dès le 12 janvier 2009 - anim: Chéli Sauvé-Castonguay - remplace MP6
- Rock n' Road, dès le 14 janvier 2009 - anim: Rémi-Pierre Paquin
- MusiquePlus reçoit, dès le 6 mars 2009
- Clip dub (web) dès le 18 avril 2009 - anim: Rej Laplanche
- Line-up (jeu) dès le 12 juin 2009 - sporadique
- L'Univers MusiquePlus, dès le 31 août 2009
- VJ recherché (4e édition) du 11 septembre au 5 décembre 2009
- Palmarès, dès le 18 janvier 2010
- Cliptoman, dès le 26 août 2010 - anim: Mike Ward
- Débat critique, dès le 27 août 2010
- Le Monde de Christo, dès le 27 août 2010 - anim: Christopher Williams
- Déclic, dès le 7 janvier 2011 - anim: Tatiana Polevoy
- Ste-Catherine (talk-show quotidien) dès le 22 août 2011 - anim: Catherine Pogonat
- En avant la MusiquePlus (humour) dès le 22 août 2011 - anim: Réal Béland
- Profil Pop (biographies) dès le 23 août 2011
- Rajotte, dès le 7 octobre 2011 - anim: Claude Rajotte
- Hors circuit, dès le 9 octobre 2011 à 1 h - anim: Claude Rajotte
- MusiquePlus approuve (émergent) dès le 20 août 2012 - anim: Chéli
- Top musique, dès le 20 août 2012 - anim: Chéli
- Buzz, dès le 20 août 2012 - anim: Rej Laplanche
- La Playlist, dès le 5 août 2013 - anim: Diandra Grandchamps
- Haut-parleurs, dès le 21 août 2013 - anim: Nicolas Tittley, Olivier Robillard-Laveaux et Philippe Renaud
- Buzz bis (compilation sketchs) dès le 20 août 2014
- Ce show… avec Mike Ward, dès le 25 août 2014
- Allume-moi : Les Coulisses, dès le 8 septembre 2014 - anim: Paola Rémy
- Jay Niouzes, dès le 5 janvier 2015 - anim: Jay St-Louis
- Piégé avec Vincent C., dès le 10 juin 2015[70],[71]
- MP Pop (à 7 h), MP Hip Hop (à 8 h), MP Mix (à 9 h), MP Cool (à 10 h), MP Club (à minuit), dès le 15 juin 2015
- Fabriqué au Québec, dès le 18 juin 2015 - anim: Olivier Robillard-Laveaux
- MP Alternatif ou MP Franco (à 3 h), MP Rock (à 2 h), MP Top (à 18 h), dès le 24 août 2015
- Bonin, dès le 24 août 2015 - anim: Matthieu Bonin
- Pop de jam, dès le 28 août 2015
- Lip Sync Battle : face à face, dès le 2 octobre 2015
- Le Show Parallèle du ComediHa! Comédie Club, dès le 21 janvier 2016 - anim: Cathleen Rouleau
- Buzz, dès le 29 août 2016 - anim: Jérémy Demay[72]
- Célibataires et nus (Qc) dès le 1er septembre 2016 - anim: Marina Bastarache
- Beachclub, dès le 1er septembre 2016 - avec Olivier Primeau
- Barmaids, dès le 5 janvier 2017[73]
- Les Kult, dès le 31 août 2017 - avec Olivier et Victoria Kult[74]
- OD+ en direct + OD la nuit dès le 1er octobre 2017 - anim: Nicolas Ouellet

### Acquisitions
- MTV Unplugged, dès le 16 juin 1991
- The Monkees (série) dès le 6 septembre 1992
- The Partridge Family (série) dès le 26 septembre 1993
- Rock & Roll (en) (documentaire) dès le 15 septembre 1996[75]
- Beavis et Butt-Head, dès le 13 septembre 1997
- Pop-Up Video (en), dès le 20 septembre 1998
- S Club 7 (série) dès le 3 juin 2000 - puis VRAK
- Farmclub.com (en), dès le 7 juin 2000
- Avant d'être une star (Before They Were Rock Stars) dès le 5 avril 2002
- Les Osbourne (The Osbournes) dès le 14 septembre 2002
- Top of the Pops, dès le 5 octobre 2002
- Comment devenir une rock star en 13 leçons (My Guide to Becoming a Rock Star) (série) dès le 5 octobre 2002
- Banzaï (en), dès le 8 septembre 2003
- Pauvres filles! (The Simple Life) dès le 2 avril 2004
- Jeunes mariés (Newlyweds: Nick and Jessica (en)) dès le 2 avril 2004
- Kung Faux (en), dès le 4 mai 2004
- Viva la Bam, dès le 5 mai 2004
- Pimp mon char (Pimp My Ride) dès le 11 septembre 2004
- Jackass, dès le 20 septembre 2004
- The Ashlee Simpson Show, dès le 11 décembre 2004
- L'Under Attack Show (skateboard) dès le 1er janvier 2005
- Fou raide ! (Wildboyz) dès le 2 mai 2005
- Britney et Kevin (Britney and Kevin: Chaotic) dès le 30 août 2005
- Roule avec Funkmaster Flex (Ride with Funkmaster Flex (en)) dès le 31 août 2005
- Hogan a raison (Hogan Knows Best) dès le 2 janvier 2006
- Tommy Lee fait ses devoirs (Tommy Lee Goes to College (en)) dès le 3 janvier 2006
- Bienvenue chez les Barker (Meet the Barkers) dès le 1er mai 2006
- Matche-moi m'man (Date My Mom (en)) dès le 1er mai 2006
- Laguna - gatées pourries (Laguna Beach: The Real Orange County) dès le 30 août 2006
- Tatoués (Inked) dès le 8 janvier 2007 + segments québécois
- La Prochaine Pussycat Doll (Pussycat Dolls Present: The Search for the Next Doll) dès le 2 mai 2007
- Danger ! Bam se marie (Bam's Unholy Union) dès le 27 août 2007
- La Prochaine top modèle américaine (America's Next Top Model) dès le 7 janvier 2008
- Snoop Dogg et sa meute! (Snoop Dogg's Father Hood (en)) dès le 5 mars 2008
- Les Pussycat Dolls présentent: Girlicious (Pussycat Dolls Present: Girlicious (en)) dès le 12 avril 2008
- Danse ou crève (America's Best Dance Crew) dès le 10 mai 2008
- Diddy présente… (Making the Band (en)) dès le 2 septembre 2008
- L.A. Tatouée Kat Von D (LA Ink) dès le 5 septembre 2008
- Punk'd : Stars piégées (Punk'd) dès le 6 novembre 2008
- Les Dessous de Pamela (E!'s Pam: Girl on the Loose! (en)) dès le 27 décembre 2008
- Paris un jour, Paris toujours (Paris Hilton's My New BFF) dès le 26 mai 2009
- Nitro Circus, dès le 29 mai 2009
- Les Dudesons (The Dudesons) dès le 31 août 2009
- T.I.: La Sentence (T.I.'s Road to Redemption (en)) dès le 31 août 2009
- Masozen (?) (jeu) dès le 31 août 2009
- Coup de Rock (Rock of Love) dès le 31 août 2009
- Tila : Célib et bi (A Shot at Love with Tila Tequila (en)) dès le 31 août 2009
- La Vraie Vie ? (The Real World: Key West (en)) dès le 1er septembre 2009
- Next, dès le 1er septembre 2009
- The Hills : Princesses d'Hollywood (The Hills) dès le 7 septembre 2009
- Rikki et Vikki: Célibs et bi (A Double Shot at Love (en)) dès le 20 janvier 2010
- Duel (Real World/Road Rules Challenge: The Duel (en)) dès le 24 janvier 2010
- Bienvenue à Jersey Shore (Jersey Shore) dès le 22 août 2010
- Séduction 101 (Tool Academy (en)) dès le 23 août 2010
- Room Raiders (en), dès le 24 août 2010
- École de charme (Rock of Love: Charm School (en)) dès le 24 août 2010
- French Kiss à Cancun (5 Frenchies au Mexique) dès le 5 janvier 2011
- Vénus (Daisy of Love (en)) dès le 28 février 2011
- RuPaul : Drag Queen (RuPaul's Drag Race) dès le 23 mai 2011
- Criss Angel (Mindfreak) dès le 23 mai 2011 après TQS
- 16 ans et enceinte (16 and Pregnant) dès le 24 mai 2011
- Quand j'avais 17 ans (When I Was 17 (en)) dès le 23 août 2011
- Modèle de beauté (True Beauty (en)) dès le 23 août 2011
- L'Incroyable Famille Kardashian (Keeping Up with the Kardashians) dès le 24 août 2011
- Club des BG (Bad Girls Club (en)) dès le 24 août 2011
- 17 ans et Maman (Teen Mom) dès le 13 septembre 2011
- Le Monde selon Paris (en) (The World According to Paris) dès le 7 janvier 2012
- Les Sœurs Kardashian à Miami (Kourtney and Kim Take Miami) dès le 7 mars 2012
- Gene Simmons : Mes bijoux de famille (Gene Simmons Family Jewels (en)) dès le 23 mai 2012
- Bret Michaels: Rock la Vie (Bret Michaels: Life as I Know It (en)) dès le 23 mai 2012
- L'ADN du métal (Metal Evolution (en)) (documentaire) dès le 25 mai 2012
- La Prochaine top modèle australienne (Australia's Next Top Model (en)) dès le 5 juin 2012
- Skins (série britannique) dès le 21 juin 2012
- Tattoo pour gagner (Best Ink) dès le 20 août 2012
- Piègé! (Pranked (en)) dès le 21 août 2012
- Maîtres Tatoueurs (Ink Master) dès le 15 octobre 2012
- Snooki & Jwoww (en), dès le 7 janvier 2013
- Pauly D (The Pauly D Project (en)) dès le 7 janvier 2013
- Les Sœurs Kardashian à New York (Kourtney and Kim Take New York) dès le 20 février 2013
- Chaises musicales (Oh Sit! (en)) (jeu) dès le 22 août 2013
- Ice-T aime Coco (Ice Loves Coco (en)) dès le 31 octobre 2013[76]
- Karaoké extrême (Killer Karaoke (en)) dès le 24 décembre 2013 après MusiMax
- Mister T. et ses imbéciles (World's Craziest Fools (en)) dès le 9 janvier 2014
- Héros de Cosplay (Heroes of Cosplay (en)) dès le 18 août 2014
- Tattoo faux (America's Worst Tattoos) dès le 2 septembre 2014
- Blackout total (Total Blackout (en)) dès le 7 octobre 2014
- Trop malade ! (?) dès le 7 octobre 2014
- La Fièvre de la danse (So You Think You Can Dance) dès le 6 janvier 2015 après TVA et MusiMax
- Lip Sync Battle (en), dès le 19 juin 2015
- X Factor (version britannique) dès le 20 juin 2015
- Rock la mode (Styled to Rock) dès le 16 juin 2015
- Les Jokers (rediff version Qc de V) dès le 17 juin 2015 - avec: Ben Gagnon, Mathieu Séguin, Pierre-Luc Pomerleau et Yan Vallières
- Catfish, dès le 24 août 2015
- Gotham (série) dès le 25 août 2015
- Marvel : Les Agents du SHIELD (Marvel's Agents of SHIELD) (série) dès le 26 août 2015
- Tatoueurs de nuit (Tattoos After Dark) dès le 27 août 2015
- Célbataires et nus (Dating Naked (en)) dès le 29 août 2015
- Coup de foudre (rediffusion V) dès le 5 septembre 2016 - anim: Mathieu Baron
- Les Recettes pompettes (rediffusion V) dès le 20 décembre 2015
- Cinéma MusiquePlus, dès le 8 janvier 2016
- Adam recherche Ève (Adam Zkt. Eva (nl), dès le 9 janvier 2016
- Copié-Collé (Copycat) dès le 22 janvier 2016
- Ce soir tout est permis (rediffusion V) dès le 23 janvier 2016
- L'amour est dans le pré (rediffusion V) dès le 23 janvier 2016
- Nashville (série) dès le 26 mai 2016 après V
- La Revanche des ex (Ex on the Beach (en)) dès le 26 mai 2016
- Les Sœurs Kardashian dans les Hamptons (en) (Kourtney and Khloé Take The Hamptons) dès le 13 juin 2016
- Appelez-moi Cait (I Am Cait) dès le 18 juillet 2016
- Supergirl (série) dès le 29 août 2016
- Lendemain de veille en Thaïlande (What Really Happens in Thailand (en)) dès septembre 2016
- Naked Vegas : Deuxième peau (Naked Vegas (en)) dès le 21 novembre 2016
- La Fièvre de la danse junior (So You Think You Can Dance: The Next Generation (en)) dès le 6 janvier 2017
- Lendemain de veille à Bali (What Really Happens in Bali (en)) dès le 20 janvier 2017
- Scream Queens : Terreur sur le campus (série) dès le 14 février 2017
- Les Magiciens (The Magicians) (série) dès le 15 février 2017
- Kingdom (série) dès le 16 mai 2017
- Marvel : Agent Carter (série) dès le 17 mai 2017
- Les Divas de la jungle (Kicking & Screaming (en)) dès le 22 mai 2017
- Tatouage à Bondi Beach (Bondi Ink Tattoo (en)) dès le 25 mai 2017
- Ça décolle! (série, rediffusion V) dès le 23 juin 2017
- Le Bachelor : Nouvelle-Zélande (The Bachelor New Zealand (en)) dès le 23 juin 2017
- Bouffons (rediffusion V) dès le 11 juillet 2017
- Le Dernier navire (The Last Ship) (série) dès le 8 novembre 2017 après V
- La Trappe (rediffusion V) dès le 2 janvier 2018
- Danser pour gagner (rediffusion V) dès le 26 janvier 2018
- La Jamaïque au goût de Marley (A Taste of Marley) dès le 11 janvier 2019
- Heure Limite (Rush Hour) (série) dès le 18 mars 2019 après Max
- #Kylie (Life of Kylie) dès le 26 juin 2019

## Animateurs, chroniqueurs et VJ
- Marlyne Afflack (1996-1998)
- Marisol Aubé (2000-2003)
- Marie-Ange Barbancourt (1989-1995)
- Francis Bay (1988-1993)
- Paul Beauregard (1988-1991)
- Sonia Benezra (1986-1992)
- Lucie Bergeron (mars-août 1987)
- Dany Bernier (Babu) (2003-2009)
- Marie-Christine Blais (Fax, 1993-1994)
- Geneviève Borne (1992-2000)
- Tobie Bureau-Huot (2007-2010)
- Angelo Cadet (1995-2004)
- Marc Carpentier (1986-1987)
- Chéli Sauvé-Castonguay (2002-2014)
- Nabi-Alexandre Chartier (1999-2007)
- Mélanie « Poupette » Cloutier
- Véronique Cloutier (1993-1997)
- Marc Coiteux (1990-1996)
- Virginie Coossa (2000-)
- Pierre Côté (1995-1996)
- Sabrina Cournoyer (2012-2013)
- Marie-Josée D'Amours (1993-1994)
- Jérémy Demay (2016-2019)
- Izabelle Desjardins (2003-2007, 2008-2010)
- Camélia Desrosiers (2000-?)
- Sébastien Diaz (2008)
- Benoit Dufresne (1987-1988)
- Yanie Dupont-Hébert (1994-1998)
- Varda Étienne (1996-?)
- Philippe Fehmiu (1993-1997)
- Clodine Galipeau (Transit)
- Mike Gauthier (1993-2015)
- Abeille Gélinas (1996-1998)
- Stéphane « Gonzo » Gonzalez (2004-2011)
- Diandra Grandchamps (2013-2016)
- Patrick Groulx (2003-2004)
- Louis-José Houde (2002-2003)
- Karina Huber (1997-1999)
- KC L.M.N.O.P. (1992-1993)
- Pierre Landry (1998-)
- Patrick Langlois (2014-2015)
- Réjean Laplanche (2000-2015)
- Mathilde Laurier (2008-)
- Stéphane Leduc (Perfecto, 1992-1995)
- Benoit Lefebvre (MP6, 2008)
- Joël Legendre (Lip Sync Battle, 2015-2016)
- Bernadette Li (Fax, 1989-1990)
- Philo Lirette (2012-2015)
- Anne-Marie Losique (BO, 1995-2007)
- Rebecca Makonnen (2000-2006)
- Mathieu Marcotte (2005-2009)
- Dany Martel (Fax, Q+ 1992)
- Elsie Martins (1997-2002)
- Patrick Marsolais (1998-2000)
- Patrick Masbourian (Fax, 1996-1997)
- Chantal Mondoux (Fax, 1989-1991)
- Laurence « Baz » Morais (2008-2009)
- Marième Ndiaye (2007-2009)
- Catherine Nguyen (1999-2000)
- Nicolas Ouellet (OD+, 2007)
- Marie Plourde (1989-1993)
- Catherine Pogonat (2010-2011)
- Tatiana Polevoy (2009-2012)
- Juliette Powell (1992-1996)
- Claude Rajotte (1987-2004, 2011-2014)
- Philippe Renaud (2013-2014)
- Natalie Richard (en) (1987-1989)
- Valérie Roberts (2007-2008)
- Olivier Robillard-Laveaux (FaQ, 2013-2015)
- Paul Sarrasin (1987-1994)
- Fay Sckoropad et Audrey Sckoropad (2006-2008)
- Malik Shaheed (1999-2007)
- Valérie Simard (2002-2008)
- Denis Talbot (1988-2014)
- Nicolas Tittley (2003-2014)
- Catherine Vachon (1986-1987)
- Joanne Vrakas (2007-2009)
- Mike Ward (2004-2014)
- Anne-Marie Withenshaw (1998-2002, 2008-2009)
- Zen (1996-1997)

## Parcours des VJs
- Claude Rajotte était déjà au micro de CHOM-FM depuis 1982, et a animé l'émission Radio-Vidéo produite par Pierre Marchand de 1983 à 1985 à TVJQ. Il rejoint MusiquePlus en 1987.
- Marc Carpentier a animé avec Chantal Machabée l'émission Graffiti à l'automne 1985 ainsi que l'émission culturelle Diversion à l'hiver 1986, diffusées en soirée à TVJQ. En parallèle, il a contribué à l'ouverture de MusiquePlus à l'automne 1986, mais quitte quelques mois plus tard pour raisons personnelles et habite une décennie à Vancouver, travaillant pour Radio-Canada. En 2004, il vivait à Tokyo, au Japon[77].
- Denis Talbot devient le nouvel animateur de l'émission Diversion à TVJQ à l'automne 1986. Il travailla ensuite à CKOI-FM avant de rejoindre MusiquePlus en 1989.
- Francis Bay (alias François Bertrand, animateur à CKMF-FM), animait l'émission Scoop Jeunesse avec Claudine Albernhe en 1986 à TVJQ ainsi que l'émission de vidéoclips Téléclip à Radio-Canada[78], avant de rejoindre MusiquePlus en 1989. En 1992, un vidéoclip a été tourné pour sa chanson Love Speculation.
- Sonia Benezra était choriste, faisait du théâtre, et a tourné dans quelques téléfilms avant de faire partie de l'ouverture de MusiquePlus[79]. Trilingue, elle se démarque pour réaliser des entrevues et traduire par la suite avec aisance. Elle sortira un album en 1995[80].
- Catherine Vachon a quitté CKOI-FM à l'été 1986 pour rejoindre MusiquePlus. Elle retournera à CKOI en janvier 1987[81].
- Natalie Richard, qui a joint l'équipe au printemps 1987, a dû quitter à l'automne 1989 pour co-animer avec Stéphane Rousseau l'émission C'est à ton tour à Télévision Quatre-Saisons[82]. Elle a rejoint MuchMusic en 1991[83].
- Marie Plourde, engagée après le départ de Natalie Richard, est nommée pour un Prix MetroStar à l'hiver 1993 dans la catégorie "Animatrice - Émission magazine culturel" pour l'émission Fax[84]. Elle quitte MusiquePlus au printemps afin d'animer l'émission La Ruée sur l'art à Radio-Canada[85].
- Un an après avoir figuré dans le vidéoclip Dis-Moi Dis-Moi de Mitsou, Juliette Powell est engagée et prend le relais de l'émission Rock Velours à l'automne 1992 lors du départ Sonia Benezra pour TQS. Juliette est la deuxième VJ de MusiquePlus à déménager à MuchMusic, en 1996[86].
- Avant de prendre le relais à l'animation de l'émission de mode Perfecto en 1995, Ariane Cordeau jouait dans le vidéoclip Hélène de Roch Voisine sorti en 1989[87].
- Paul Sarrasin lance un album en 1993[88]. Il sera congédié en août 1994, ainsi que Marie-Josée D'Amours, en raison de compressions budgétaires[89].
- KC LMNOP (François Simard), l'animateur de Rapcité (1992-1993), a lancé un album Ta Yeul début 1996[90]. Il sera arrêté à son domicile de Mont Saint-Hilaire le 26 juillet 1996 pour une affaire d'enlèvement et d'agressison sexualle ayant eu lieu en décembre[91]. Il est arrêté de nouveau en novembre 1996[92]. Il réclame un autre procès en mai 1997 afin d'être innocenté[93] et écopera, le 30 avril 1998, de quatre ans et demi de prison[94].
- Claude Rajotte apparaît dans son propre rôle dans l'épisode MusiquePlus de la série La Petite Vie diffusé le 9 novembre 1998.
- Au printemps 2000, le programmateur Réjean Claveau lance l'émission 1-2-3 Punk, cachant son visage avec une planche à roulettes, adoptant l'alias Réjean Laplanche. Il est expliqué lors du podcast Les Années MusiquePlus en 2022 qu'il s'agissait d'un contournement au règlement de Moses Znaimer qu'aucun nouveau VJ en ondes sans son autorisation. La planche a été abandonnée à l'été 2001.
- Marlyne Afflack, devenue Marlyne Barrett depuis son mariage en 2009, fait partie de la distribution principale de la série américaine Chicago Med depuis 2015.
- Entre sa participation à VJ d'un jour en janvier 2002 et son début officiel comme VJ en 2003, Izabelle Desjardins est aperçue dans le vidéoclip Dépendre de toi d'Andrée Watters[95].
- À l'automne 2011, le finaliste de VJ recherché 2009 Karl Hardy anime les émissions tirelire Call TV (2011) puis L'Instant gagnant (2012), dans la même période que Sandra Sirois, qui sera finaliste pour VJ recherché 2013.

## Particularités
- Chaque journée et chaque émission se terminait avec un générique de fin. Jusqu'à son départ de CHUM en 2003, Moses Znaimer, qui habite Toronto, était le producteur exécutif de toutes les émissions produites à l'interne.
- Tout au long de son existence, MusiquePlus a toujours eu dans son équipe un VJ issu de minorité visible.
- Tous les ans, MusiquePlus consacre la journée de la Saint-Jean Baptiste le 24 juin à une programmation entièrement francophone, puis entrecoupés d'émissions de téléréalités doublées dès 2004. Cette tradition est abandonnée en 2010.
- En ce qui concerne la nudité, MusiquePlus avait une approche plus ouverte que MuchMusic ou encore MTV, diffusant en rotation régulière les clips Tandem de Vanessa Paradis (1990) et Dis-moi Dis-moi de Mitsou (1991), que MuchMusic a choisi de bannir toutes les deux[96], ainsi que les clips d'Alain Bashung (Osez Joséphine, Volutes, 1991), etc. Par contre, les clips Justify My Love et Erotica de Madonna étaient bannies à MusiquePlus. Aussi, l'émission de mode Perfecto n'était pas censurée.

## Prospérité
Le 3 septembre 2024, Noovo diffuse une émission MusiquePlus en rappel animée par Chloée Deblois et co-animée par Chéli, sous la forme d’Artiste du mois réunissant quatre artistes québécois émergents et tournée à la Société des arts technologiques,.
Le 10 octobre 2024, Postes Canada dévoile une émission de timbres à l'éfigie de MusiquePlus et de MuchMusic.

## Annexe